# 야마가타 철도

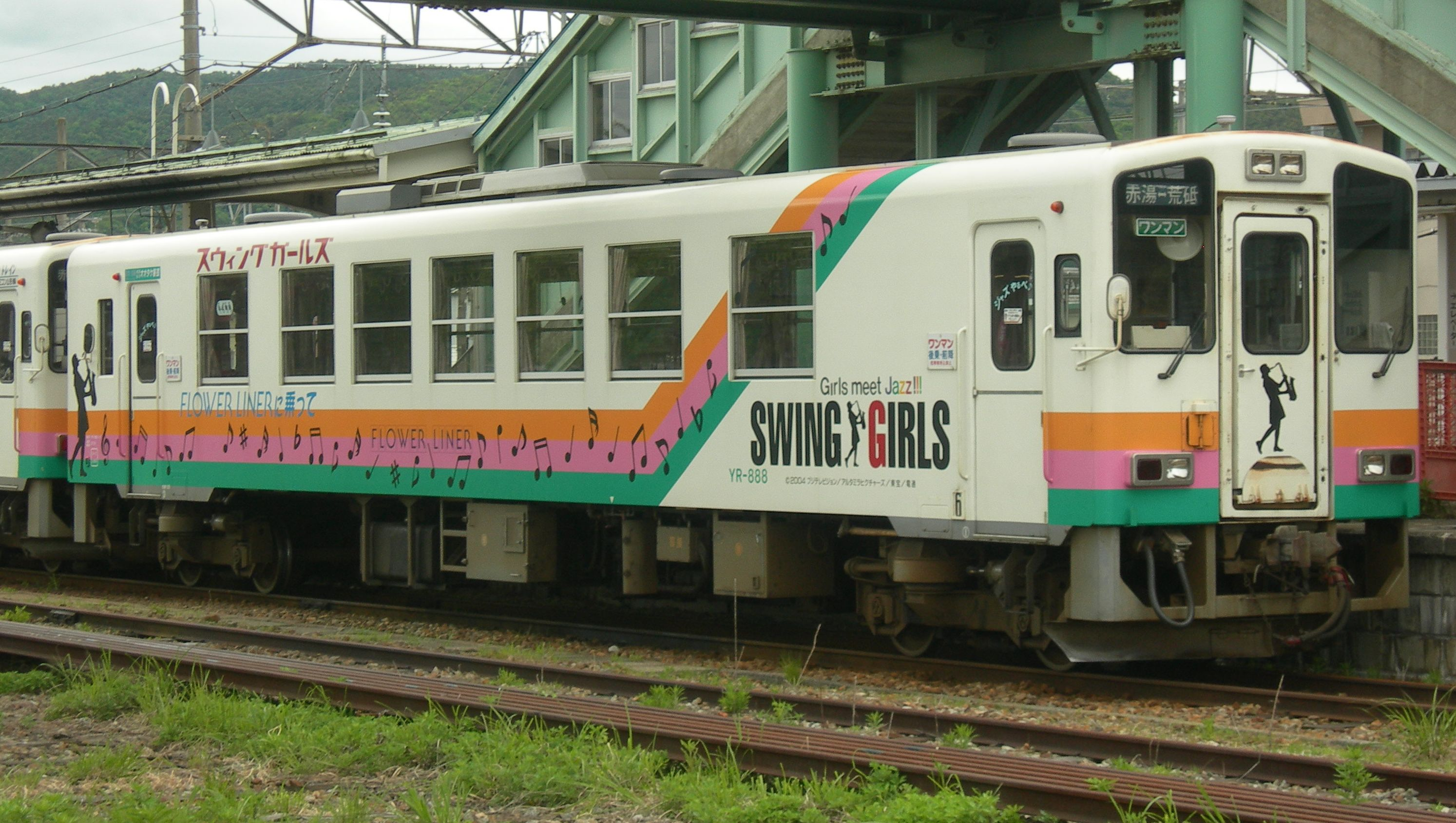

야마가타 철도 주식회사(일본어: 山形鉄道株式会社)는 일본국유철도 개혁에서 제외한 특정 지방 교통선이었던 나가이 선의 경영을 인수하기 위해 설립되었던 야마가타현이나 연선 지방 지자체 등이 출자한 제3 섹터 방식의 철도 회사이다. 본사는 야마가타현 나가이시에 소재하고 있다.

## 역사
- 1988년
  - 4월 20일 : 야마가타 철도 주식회사 설립 (4월 26일 설립 등기).
  - 10월 25일 : 동일본 여객철도 나가이 선을 전환해 플라워 나가이 선 아카유 - 아라토 간 개업.
- 2016년
  - 11월 14일 : 같은 해 10월 5일에 야마가타 철도 · 연선 시 · 정의 연락으로 제출되었던 지역 공공 교통 활성화 재생법에 기준하는 철도 사업 재구축 실시 계획이 나라로부터 시정.
  - 12월 하순 : 철도 사업의 운영과 시설 · 용지 보유를 근절하는 「상하 분리 방식」을 도입.

## 노선
- 플라워 나가이 선 : 아카유 - 아라토 (30.5km, 16역 · 제 1 종 철도 사업자)

## 보유 객차
- YR-880형
- MCR 44형